# Paraliparis
Paraliparis ist eine artenreiche Gattung aus der Fischfamilie der Scheibenbäuche (Liparidae). Paraliparis-Arten leben in kühlen und gemäßigt temperierten Meeren vor allem im nördlichen und südlichen Atlantik und Pazifik, im südöstlichen Indischen Ozean bei Australien, sowie im Südpolarmeer.

## Merkmale
Paraliparis-Arten erreichen Körperlängen von 5 bis 40 cm. Die für die Scheibenbäuche typische und namensgebende, aus den Bauchflossen gebildete Saugscheibe fehlt. Auf jeder Kopfseite ist nur eine Nasenöffnung vorhanden. Eine Pseudobranchie („Augenkiemendrüse“) fehlt. Der Kopf ist ohne Barteln oder sonstige Hautauswüchse. Die Brustflossen können in zwei Loben geteilt sein oder nicht. Wenn vorhanden, besteht der untere niemals aus einem einzelnen Filament. In seltenen Fällen sind Bauchrippen vorhanden. Die Hypuralia sind mit dem hinteren Teil der Wirbelkörper zusammengewachsen und ungeteilt. Epuralia, das sind längliche, freistehende Knochen im Schwanzflossenskelett, können vorhanden sein oder fehlen.

## Arten

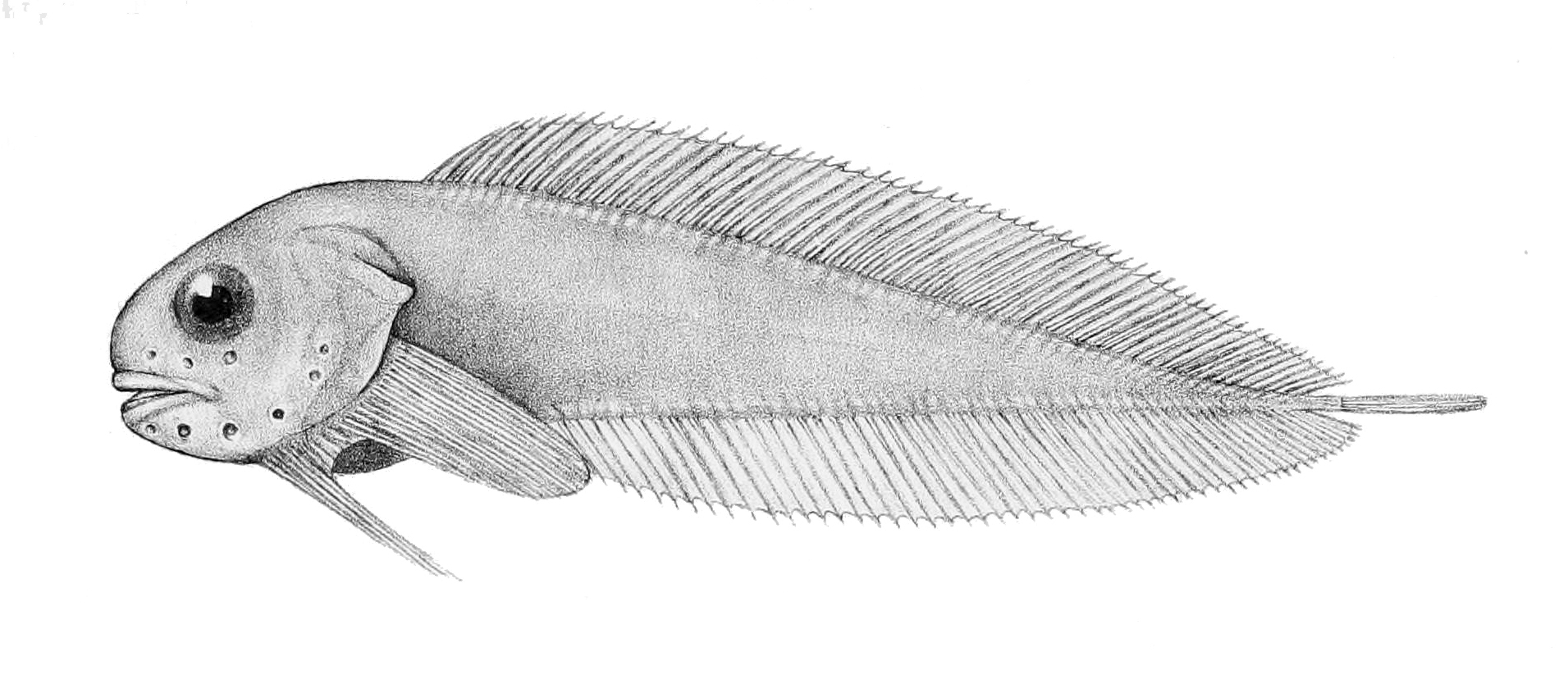
Paraliparis antarcticus

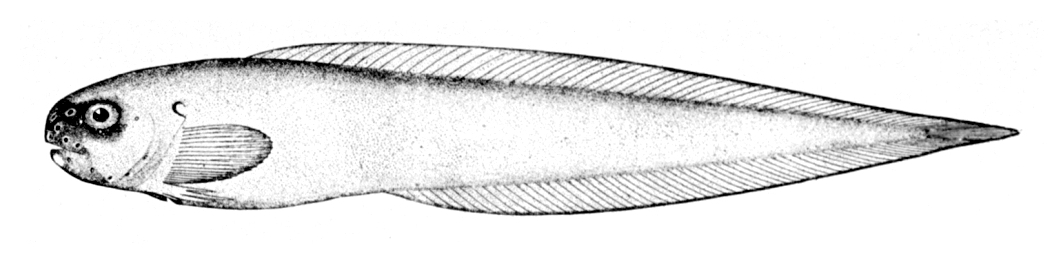
Paraliparis copei

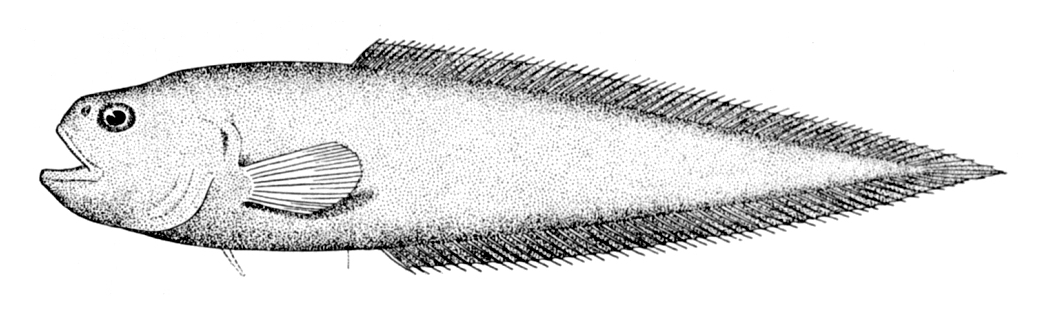
Paraliparis edwardsi

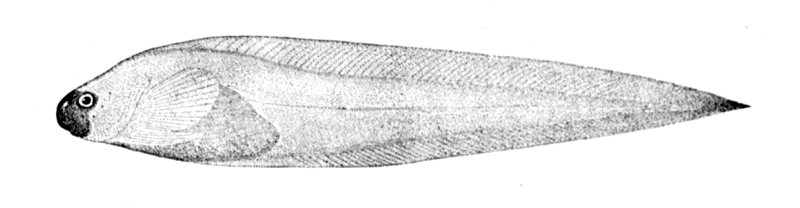
Paraliparis liparinus

Bisher wurden über 140 Arten beschrieben:
| - Paraliparis abyssorum Andriashev & Chernova, 1997 - Paraliparis acutidens Chernova, 2006 - Paraliparis adustus Busby & Cartwright, 2009 - Paraliparis albeolus Schmidt, 1950 - Paraliparis albescens Gilbert, 1915 - Paraliparis alius Stein, 2012 - Paraliparis amerismos Stein, 2012 - Paraliparis andriashevi Stein & Tompkins, 1989 - Paraliparis antarcticus Regan, 1914 - Paraliparis anthracinus Stein, Chernova & Andriashev, 2001 - Paraliparis aspersus Andriashev, 1992 - Paraliparis ater Stein, Chernova & Andriashev, 2001 - Paraliparis atramentatus Gilbert & Burke, 1912 - Paraliparis atrolabiatus Stein, Chernova & Andriashev, 2001 - Paraliparis attenuatus Garman, 1899 - Paraliparis auriculatus Stein, Chernova & Andriashev, 2001 - Paraliparis australiensis Stein, Chernova & Andriashev, 2001 - Paraliparis australis Gilchrist, 1902 - Paraliparis avellaneus Stein, Chernova & Andriashev, 2001 - Paraliparis badius Stein, Chernova & Andriashev, 2001 - Paraliparis balgueriasi Matallanas, 1999 - Paraliparis bathybius (Collett, 1879) - Paraliparis bipolaris Andriashev, 1997 - Paraliparis brunneocaudatus Stein, Chernova & Andriashev, 2001 - Paraliparis brunneus Stein, Chernova & Andriashev, 2001 - Paraliparis bullacephalus Busby & Cartwright, 2009 - Paraliparis calidus Cohen, 1968 - Paraliparis camilarus Stein, 2012 - Paraliparis caninus Chernova & Prut´ko, 2011 - Paraliparis carlbondi Stein, 2005 - Paraliparis cephalus Gilbert, 1892 - Paraliparis cerasinus Andriashev, 1986 - Paraliparis challengeri Andriashev, 1993 - Paraliparis charcoti Duhamel, 1992 - Paraliparis copei George Brown Goode\|Goode & Bean, 1896 - Paraliparis coracinus Stein, Chernova & Andriashev, 2001 - Paraliparis costatus Stein, Chernova & Andriashev, 2001 - Paraliparis csiroi Stein, Chernova & Andriashev, 2001 - Paraliparis dactyloides Schmidt, 1950 - Paraliparis dactylosus Gilbert, 1896 - Paraliparis darwini Stein & Chernova, 2002 - Paraliparis deani Burke, 1912 - Paraliparis debueni Andriashev, 1986 - Paraliparis delphis Stein, Chernova & Andriashev, 2001 - Paraliparis devriesi Andriashev, 1980 - Paraliparis dewitti Stein, Chernova & Andriashev, 2001 - Paraliparis diploprora Andriashev, 1986 | - Paraliparis dipterus Kido, 1988 - Paraliparis duhameli Andriashev, 1994 - Paraliparis eastmani Stein, Chernova & Andriashev, 2001 - Paraliparis edwardsi Vaillant, 1888 - Paraliparis ekaporus Stein, 2012 - Paraliparis eltanini Stein & Tompkins, 1989 - Paraliparis entochloris Gilbert & Burke, 1912 - Paraliparis epacrognathus Stein, 2012 - Paraliparis exilis Stein, 2012 - Paraliparis fimbriatus Garman, 1892 - Paraliparis freeborni Stein, 2012 - Paraliparis fuscolingua Stein & Tompkins, 1989 - Paraliparis galapagosensis Stein & Chernova, 2002 - Paraliparis garmani Burke, 1912 - Paraliparis gomoni Stein, Chernova & Andriashev, 2001 - Paraliparis gracilis Norman, 1930 - Paraliparis grandis Schmidt, 1950 - Paraliparis hawaiiensis Stein & Drazen, 2014 - Paraliparis hobarti Stein, Chernova & Andriashev, 2001 - Paraliparis hokuto Murasaki et al., 2019 - Paraliparis holomelas Gilbert, 1896 - Paraliparis hubbsi Andriashev, 1986 - Paraliparis hureaui Matallanas, 1999 - Paraliparis hystrix Merrett, 1983 - Paraliparis impariporus Stein, Chernova & Andriashev, 2001 - Paraliparis incognita Stein & Tompkins, 1989 - Paraliparis infeliciter Stein, Chernova & Andriashev, 2001 - Paraliparis kocki Chernova, 2006 - Paraliparis kreffti Andriashev, 1986 - Paraliparis labiatus Stein, Chernova & Andriashev, 2001 - Paraliparis lasti Stein, Chernova & Andriashev, 2001 - Paraliparis latifrons Garman, 1899 - Paraliparis leobergi Andriashev, 1982 - Paraliparis leucogaster Andriashev, 1986 - Paraliparis leucoglossus Andriashev, 1986 - Paraliparis liparinus Goode, 1881 - Paraliparis longicaecus Stein, 2012 - Paraliparis macrocephalus Chernova & Eastman, 2001 - Paraliparis macropterus Stein, 2012 - Paraliparis magnoculus Stein, 2012 - Paraliparis mandibularis Kido, 1985 - Paraliparis mawsoni Andriashev, 1986 - Paraliparis megalopus Stein, 1978 - Paraliparis meganchus Andriashev, 1982 - Paraliparis melanobranchus Gilbert & Burke, 1912 - Paraliparis membranaceus Günther, 1887 - Paraliparis mentikoilon Stein, 2012 - Paraliparis mento Gilbert, 1892 | - Paraliparis meridionalis Kido, 1985 - Paraliparis merodontus Stein, Meléndez C. & Kong U., 1991 - Paraliparis mexicanus Chernova, 2006 - Paraliparis molinai Stein, Meléndez C. & Kong U., 1991 - Paraliparis monoporus Andriashev & Neyelov, 1979 - Paraliparis murieli Matallanas, 1984 - Paraliparis nassarum Stein & Fitch, 1984 - Paraliparis neelovi Andriashev, 1982 - Paraliparis nigellus Chernova & Møller, 2008 - Paraliparis nigrolineatus Stein, 2012 - Paraliparis nullansa Stein, 2012 - Paraliparis obliquosus Chernova & Duhamel, 2003 - Paraliparis obtusirostris Stein, Chernova & Andriashev, 2001 - Paraliparis operculosus Andriashev, 1979 - Paraliparis orbitalis Stein, 2012 - Paraliparis orcadensis Matallanas & Pequeño, 2000 - Paraliparis paucidens Stein, 1978 - Paraliparis pearcyi Stein, 2012 - Paraliparis pectoralis Stein, 1978 - Paraliparis piceus Stein, Chernova & Andriashev, 2001 - Paraliparis plagiostomus Stein, Chernova & Andriashev, 2001 - Paraliparis plicatus Stein, 2012 - Paraliparis porcus Chernova, 2006 - Paraliparis posteroporus Stein, 2012 - Paraliparis pseudokreffti Stein, 2012 - Paraliparis retrodorsalis Stein, Chernova & Andriashev, 2001 - Paraliparis rosaceus Gilbert, 1890 - Paraliparis rossi Chernova & Eastman, 2001 - Paraliparis ruficometes Murasaki et al., 2018 - Paraliparis skeliphrus Stein, 2005 - Paraliparis somovi Andriashev & Neyelov, 1979 - Paraliparis stehmanni Andriashev, 1986 - Paraliparis tangaroa Stein, 2012 - Paraliparis tasmaniensis Stein, Chernova & Andriashev, 2001 - Paraliparis tetrapteryx Andriashev & Neyelov, 1979 - Paraliparis thalassobathyalis Andriashev, 1982 - Paraliparis tompkinsae Andriashev, 1992 - Paraliparis trilobodon Andriashev & Neyelov, 1979 - Paraliparis trunovi Andriashev, 1986 - Paraliparis ulochir Gilbert, 1896 - Paraliparis vaillanti Chernova, 2004 - Paraliparis valentinae Andriashev & Neyelov, 1984 - Paraliparis variabilidens Murasaki et al., 2019 - Paraliparis violaceus Chernova, 1991 - Paraliparis vipera Chernova & Prut'ko, 2011 - Paraliparis voroninorum Stein, 2012 - Paraliparis wolffi Duhamel & King, 2007 |